# Avetrana
Avetrana – miejscowość i gmina we Włoszech, w regionie Apulia, w prowincji Tarent.
Według danych na rok 2004 gminę zamieszkiwały 7282 osoby, 99,8 os./km².